# Hermann Molkenbuhr
Hermann Molkenbuhr (né le 11 septembre 1851 à Wedel et mort le 22 décembre 1927 à Berlin) est un homme politique allemand du SPD et député du Reichstag. Molkenbuhr est l'une des personnalités formatrices de l'histoire du mouvement ouvrier allemand et du parlementarisme allemand.

## Biographie
Molkenbuhr est le fils d'un maître tailleur. Quelques années seulement, de 1857 à 1862, il étudie à l'école primaire de sa ville natale de Wedel. À partir de 1862, il vit à Ottensen dans un milieu prolétaire typique pendant l'industrialisation . De 1862 à 1864, il travaille 59 heures par semaine dans l'usine de chicorée Ottenser, une usine de succédanés de café. Il étudie également à «l'école du soir pour les enfants travaillant dans les usines». De 1864 à 1871, il travaille comme «préparateur» (ouvrier non qualifié) pour divers fabricants de cigares, jusqu'à ce qu'il apprenne lui-même le métier, qu'il pratique jusqu'en 1891.
En 1872, Molkenbuhr est cofondateur du groupe local Lokstedt-Ottensen de l'«Association générale des travailleurs allemands » (ADAV) fondée en 1863 et devient immédiatement politiquement actif en tant qu'agitateur. En 1874, il devient président (représentant autorisé) de l'ADAV à Ottensen et en 1875, il participe comme l'un des plus jeunes délégués au congrès d'unification de l'ADAV et du « Parti ouvrier social-démocrate » pour le « Parti ouvrier socialiste d'Allemagne » à Gotha. Il est ainsi considéré comme l'un des pères fondateurs de la social-démocratie unie.
Après l'adoption de la «loi socialiste » en 1878, Molkenbuhr organise une social-démocratie clandestine. Molkenbuhr est expulsé en 1881, émigre aux États-Unis et y travaille comme fabricant de cigares de 1881 à 1884. Il reste également politiquement actif aux États-Unis et est impliqué dans le Parti ouvrier socialiste d'Amérique.
En 1884, Molkenbuhr retourne en Empire allemand et s'installe d'abord à Brême, puis de 1885 à 1890 à Kellinghusen. En 1887, Molkenbuhr est inculpé dans un procès de la société secrète, mais est acquitté après quatre mois de détention provisoire. Après plusieurs candidatures infructueuses au Reichstag à partir de 1884, Molkenbuhr l'emporte le 1. Mars 1890 le mandat de la 6e circonscription du Schleswig-Holstein (Elmshorn-Pinneberg). Aux élections du Reichstag en 1893, il remporte la 1re circonscription de Hambourg en 1898 la 2e circonscription de Düsseldorf et enfin aux élections du Reichstag en 1907 la 17e circonscription de Saxe. Molkenbuhr est un membre ininterrompu du Reichstag de 1890 à 1924 et a ainsi l'une des plus longues carrières de l'histoire parlementaire allemande. Au sein du SPD, Molkenbuhr est l'un des pionniers de la coopération parlementaire constructive et est alors considéré comme l'homme politique socialiste le plus influent de son groupe parlementaire et du Reichstag dans son ensemble.
En 1891, il est membre de la commission du programme qui conseille le «programme Erfurt » du SPD, de 1892 à 1902 membre de la «Commission du Reich pour les statistiques des travailleurs», depuis 1902 du «Conseil consultatif des statistiques des travailleurs» qui est censé créer la base de réformes du droit du travail. En 1902, Molkenbuhr présente le premier projet d'une « assurance chômage publique». De 1904 jusqu'à sa mort, Molkenbuhr est membre de l'exécutif du parti SPD, initialement en tant que secrétaire.
De 1911 à 1922, Molkenbuhr est l'un des présidents du groupe parlementaire SPD aux côtés d'August Bebel et d'Hugo Haase, mais échoue aux élections de 1911 à la présidence du parti SPD. En 1914, Molkenbuhr plaide pour l'approbation des crédits de guerre par le SPD et soutient la politique de la majorité du parti pendant la Première Guerre mondiale («Politique des Burgfriedens »). En 1917, en tant que membre de la délégation allemande du SPD à Stockholm, Molkenbuhr sollicite une initiative de paix de «l' Internationale socialiste ».
Pendant la révolution de 1918/19, Molkenbuhr préconise toujours une république et une démocratie en Allemagne: «La base politique de la société socialiste ne peut être que la démocratie. «Fin novembre 1918, il reçoit l'ordre du parti, en tant que garant de la sécurité, d'accompagner la dernière impératrice allemande Augusta-Victoria en route pour l'exil vers la frontière néerlandaise.
En 1921, il est président de la commission des programmes du « programme Görlitzer », en 1925 membre de la commission des programmes du « programme Heidelberg » du SPD. Au congrès du parti SPD du 22 au 27. En mai 1927 à Kiel, son dernier congrès du parti après 52 ans de participation continue à tous les congrès du parti, le secrétaire Molkenbuhr est élu comme assesseur de l'exécutif du parti.
Outre le niveau national des partis, il est depuis 1889 délégué permanent aux congrès de l'«Internationale» et depuis 1908 membre du « Bureau socialiste international ».
Le 22. Molkenbuhr meurt à Berlin en décembre 1927 et est inhumé au cimetière de Friedrichsfelde avec la grande sympathie des sociaux-démocrates. En 1950, ses restes sont enterrés par les dirigeants de la RDA dans le "Mémorial des socialistes".
Le troisième fils Hermann Molkenbuhrs, Brutus Molkenbuhr (de) est en 1918/1919 vice-président des soldats du Conseil exécutif des conseils ouvriers et soldats du Grand Berlin lors de la révolution de novembre.